# ミキサー (調理器具)
ミキサー（mixer）とは、材料の粉砕、あるいは攪拌を行う調理器具である。ミキサーと呼ばれる装置には大きく分けてこの二種類（粉砕用と攪拌用）が存在する。日本では「電気ミキサー」として家庭用品品質表示法の適用対象となっており電気機械器具品質表示規程に定めがある。アメリカ英語に由来するブレンダー（blender）という名でも呼ばれる。

## 概要

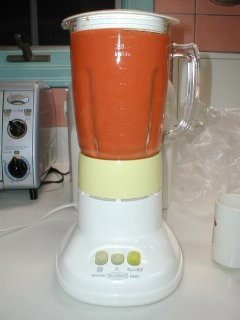
人参ジュース調製中のミキサー（ブレンダー）

ジュースやスープ等を作る時に、果物や野菜等を非常に細かく砕く為の装置である。日本では1952年8月に松下電器産業（現 パナソニック）が発売して以降、急速に家庭に普及した。和製英語でミキサーと呼ばれるこの装置の事を米国ではブレンダー（blender）、英国ではリキダイザー（liquidizer）と呼び、後述するように、英語でのミキサー（mixer）は泡立て器を意味する。近年では、日本でも海外メーカーを中心にブレンダーとも呼ばれる事もあり、日本メーカーでもシャープなどがブレンダーという名を使っている。

### 仕組み
ガラス製の容器の中に、刃がついていて、下の台座部分についているモーターでその刃を回し、入っている物を粉砕して混ぜる様になっている。容器は台座から取り外し可能になっている。

### 特徴
- よくジュースを作るのに使用されるが、実際に市販しているジュースのように完全な液状になる訳ではなく、入っている物を単に小さく砕くだけのため、ドロドロの状態になるだけである。
  - 一般に市販されている様な液状のジュースを作るには、繊維を取り除き液だけを取り出せる、ジューサーと呼ばれる別の装置が必要である。
- いきなり材料のみを入れて混ぜると、空回りになったり、大きな負荷等が掛かって、故障の原因になるため、必ず下に水や牛乳などの液体を材料の量に合わせて入れる必要がある。
- 一般的な家庭用ミキサーの場合、一分ぐらい稼働させた後は、二分程度装置を停止し、冷却をする必要があり、もしこれを行わなかった場合には、モーターに過負荷がかかり故障する事がある。
- 一見、山芋の摩り下ろし（とろろ化）に使えそうに見えるが、実際にやってみると、粉砕の最中に大量の空気を取り込んでしまい、メレンゲ（泡立てた卵白）の様な泡状・食感になってしまう。

## ハンドブレンダー
スティック型で、先端についた回転する刃を任意の容器にいれて粉砕して混ぜるタイプのもの。こちらはフードプロセッサーとしても扱われる。ミキサーやフードプロセッサーと同様に食材を加工できる。

## ハンドミキサー

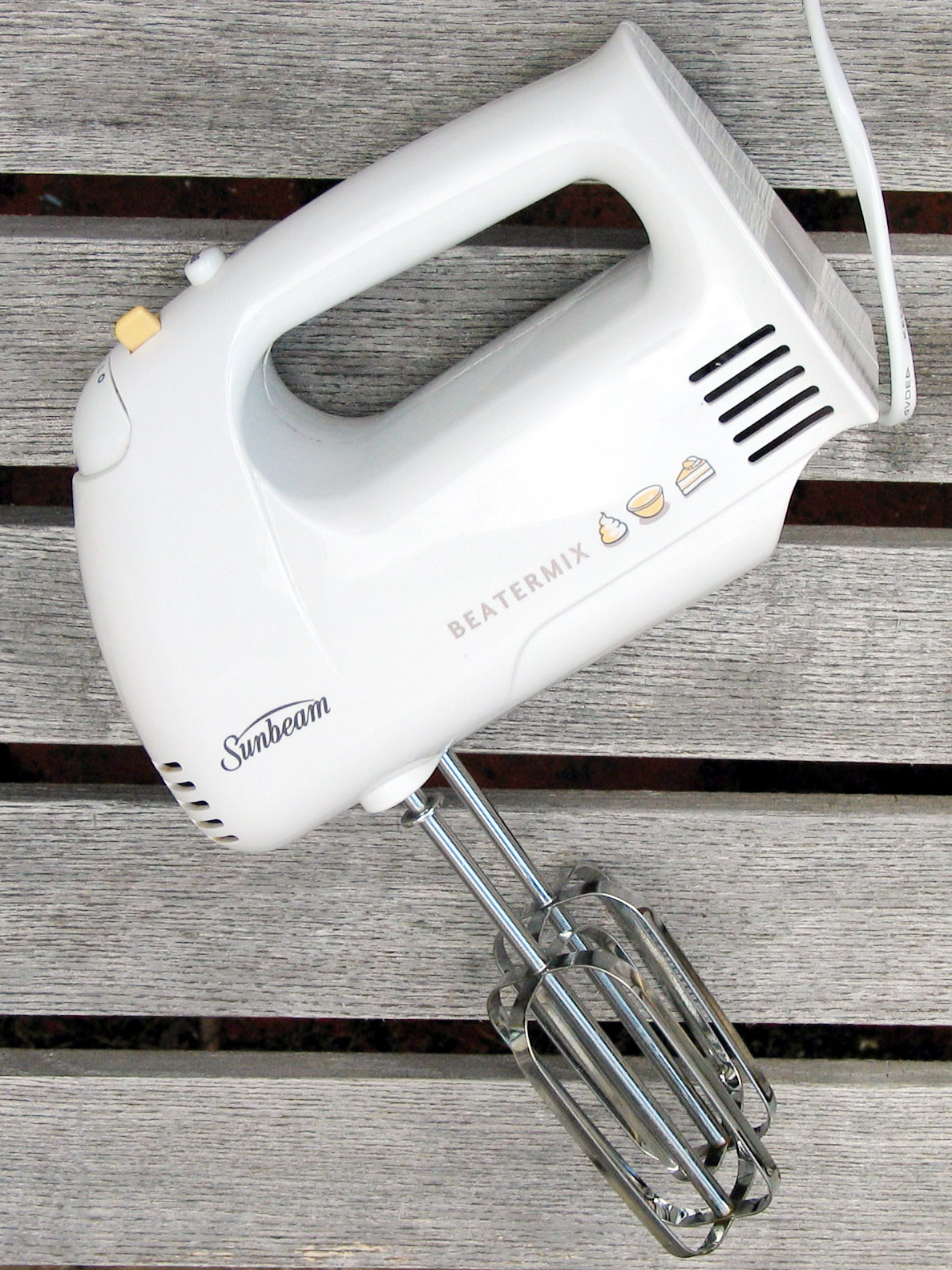
電動泡立て器（ハンドミキサー）

ホイップクリームや、卵焼き、メレンゲ等を作る時に、クリームや鶏卵などを攪拌し、泡立てる為の器具である。(電動)泡立て器と呼ぶこともある。上述のミキサーとは別の用途の器具である。英語ではこちらの器具の事をミキサー（mixer）と呼ぶ。

### 仕組み
器具上部の手動のハンドルあるいは、モーターの回転で攪拌翼を回し、下部にあるボールに入っている材料に、空気を入れながら混ぜる作りとなっている。

### ハンドミキサー・レンダー・フードプロセッサーそれぞれの違い
ハンドミキサーとブレンダーなどは同じようにミキサーと言われることが多いが、お菓子作りにおいて使い方が大きく異なる。

その違いをまとめると以下のようになる。
| 種別               | 作れるお菓子                                        | 得意なこと                                                                                       | 苦手なこと                                                                                     |
| ハンドミキサー     | ・スポンジ ・メレンゲ ・シフォン ・チーズケーキなど | 【泡立て全般が得意】 アタッチメントなどがあればパンを作ったりクッキー生地を作ったりも出来る。    | 【硬い生地作り】 基本的には泡立てで使うので硬い生地作りには向いていない。                      |
| ハンドブレンダー   | ・自家製ピューレ ・チョコのガナッシュ               | 【乳化】 チョコレートが分離した時にあると安心。 生地をなめらかな食感にしたい時にも便利。         | 【泡立て・粘り気のある生地】 泡立ては不可能。 パンのような粘り気のある生地も下位機種では苦手。 |
| フードプロセッサー | ・スコーン ・クッキー ・ブリゼ生地                  | 【スコーン作り】 スコーンやタルトを混ぜる時にあると便利。 ナッツを砕いたり、紅茶を粉砕も出来る。 | 【泡立て・粘り気のある生地】 泡立ては不可能。 パンのような粘り気のある生地も下位機種では苦手。 |

それぞれの特徴を生かした道具選びが重要となる。